# Andrew Bree
Andrew Bree (* 16. März 1981 in Helen’s Bay, County Down, Nordirland) ist ein nordirischer Schwimmer. Seine Spezialdisziplin ist das Brustschwimmen.
Andrew Bree startet für den Club Ards, trainiert derzeit aber in Tennessee/USA. Im Jahr 2000 startete er erstmals für Irland bei Olympischen Spielen, kam aber nicht über die Vorläufe hinaus. Seinen bislang größten Erfolg konnte er dann drei Jahre später bei den Kurzbahneuropameisterschaften in Dublin erringen. Beflügelt durch den Heimvorteil gewann er über seine Spezialstrecke 200 Meter Brust Silber hinter Ian Edmond. Für die Olympischen Spiele in Athen konnte er sich nicht qualifizieren. Bei den Commonwealth Games 2006 schwamm er für Nordirland startend einen Landesrekord über 200 Meter Brust.
Bree nahm an den Olympischen Spielen 2008 teil. Seine Teilnahme war nach einem auf Methamphetamin positiven Dopingtest 2007 zuerst fraglich gewesen, jedoch kam es nur zu einer Verwarnung.

## Nachweise
1. ↑  BBC: „Swim star Bree fails drugs test“, 2. April 2008
2. ↑  Doping Charged Bree Gets Off With A Warning swimmersdaily.com vom 29. Mai 2008

| Personendaten    | Personendaten                        |
| ---------------- | ------------------------------------ |
| NAME             | Bree, Andrew                         |
| KURZBESCHREIBUNG | nordirischer Brustschwimmer          |
| GEBURTSDATUM     | 16. März 1981                        |
| GEBURTSORT       | Helen’s Bay, County Down, Nordirland |